# Музалевский, Леонид Семёнович
Леонид Семёнович Музалевский (род. 24 июля 1960) — российский политик, председатель Орловского областного Совета народных депутатов (с 2011 года).

## Биография
Родился 24 июля 1960 года в городе Орёл в семье рабочих. В 1977 году окончил школу № 11.
В 1977—1982 годах учился в Орловском строительном техникуме, в 1978—1980 годах — проходил срочную службу в рядах Советской Армии.
В 1981 году начал работать водителем-механиком в ДСУ-1, с 1984 года — главный инженер, с 1986 года — начальник базы механизации г. Орла.
С 1992 года — генеральный директор ОАО «Автокомплекс», председатель общественной организации «Ассоциация предпринимателей г. Орла».
Л. С. Музалевский имеет два высших образования: экономист (Всесоюзный заочный финансово-экономический институт в 1990 году) и менеджер-финансист (Орловская региональная академия государственной службы в 1998 году).
В 2001—2011 годах трижды избирался депутатом Орловского городского совета народных депутатов (2-й, 3-й и 4-й созывы). Во втором и третьем созывах — заместитель председателя горсовета на непостоянной основе, с 2006 года — руководитель фракции «Единая Россия» в горсовете.
С марта по декабрь 2011 года — председатель Орловского городского Совета народных депутатов. С июня 2011 года он возглавляет Орловское региональное отделение партии «Единая Россия».
4 декабря 2011 года Л. С. Музалевский был избран депутатом областного Совета народных депутатов, с 16 декабря 2011 года — председатель Орловского областного Совета народных депутатов. В 2016 году вновь избран председателем нового шестого созыва.
Имеет звания «Почетный автотранспортник», «Почетный работник транспорта России», «Заслуженный работник транспорта Российской Федерации». Награждён медалью «За возвращение Крыма», орденом Дружбы, знаком «За содействие МВД России».
Женат, имеет троих детей.

## Награды и звания
- Нагрудный знак «80 лет освобождения Гомельской области от немецко-фашистских захватчиков» (Гомель, 03.07.2024)[3].